# (52292) Kamdzhalov
(52292) Kamdzhalov – planetoida z pasa głównego asteroid, okrążająca Słońce w ciągu 5,36 lat w średniej odległości 3,06 j.a. Odkryli ją Freimut Börngen i Lutz Schmadel w Obserwatorium Karla Schwarzschilda w Tautenburgu 10 października 1990 roku.
Nazwa planetoidy pochodzi od Jordana Kamdżałowa – wybitnego bułgarskiego dyrygenta (ur. 1980).